# Scyracepon hawaiiensis
Scyracepon hawaiiensis är en kräftdjursart som beskrevs av Richardson1910. Scyracepon hawaiiensis ingår i släktet Scyracepon och familjen Bopyridae. Inga underarter finns listade i Catalogue of Life.